# Anna Milenina
Anna Bourmistrova, ou Anna Milenina, est une fondeuse et biathlète handisport russe, née le 15 juillet 1986 à Krasnotourinsk.
Elle a remporté quinze médailles lors de quatre éditions des Jeux paralympiques en catégorie debout entre 2006 et 2018, dont cinq titres.

## Palmarès

### Jeux paralympiques
| Épreuve / Édition                  | Turin 2006 | Vancouver 2010 | Sotchi 2014 | Pyeongchang 2018 |
| biathlon 3 km poursuite debout     |            | Or             |             |                  |
| biathlon 6 km debout               |            |                | Argent      | Argent           |
| biathlon 7,5 km debout             | Argent     |                |             |                  |
| biathlon 10 km debout              |            |                |             | Argent           |
| biathlon 12,5 km debout            |            | Argent         |             |                  |
| ski de fond 1 km sprint debout     |            | Bronze         | Or          |                  |
| ski de fond 5 km libre debout      | Argent     |                | Or          |                  |
| ski de fond 10 km classique debout | Or         |                |             |                  |
| ski de fond 15 km classique debout | Argent     | Or             | Bronze      | Argent           |